# Wszechzwiązkowa Organizacja Pionierska imienia W.I. Lenina

Odznaka pionierów

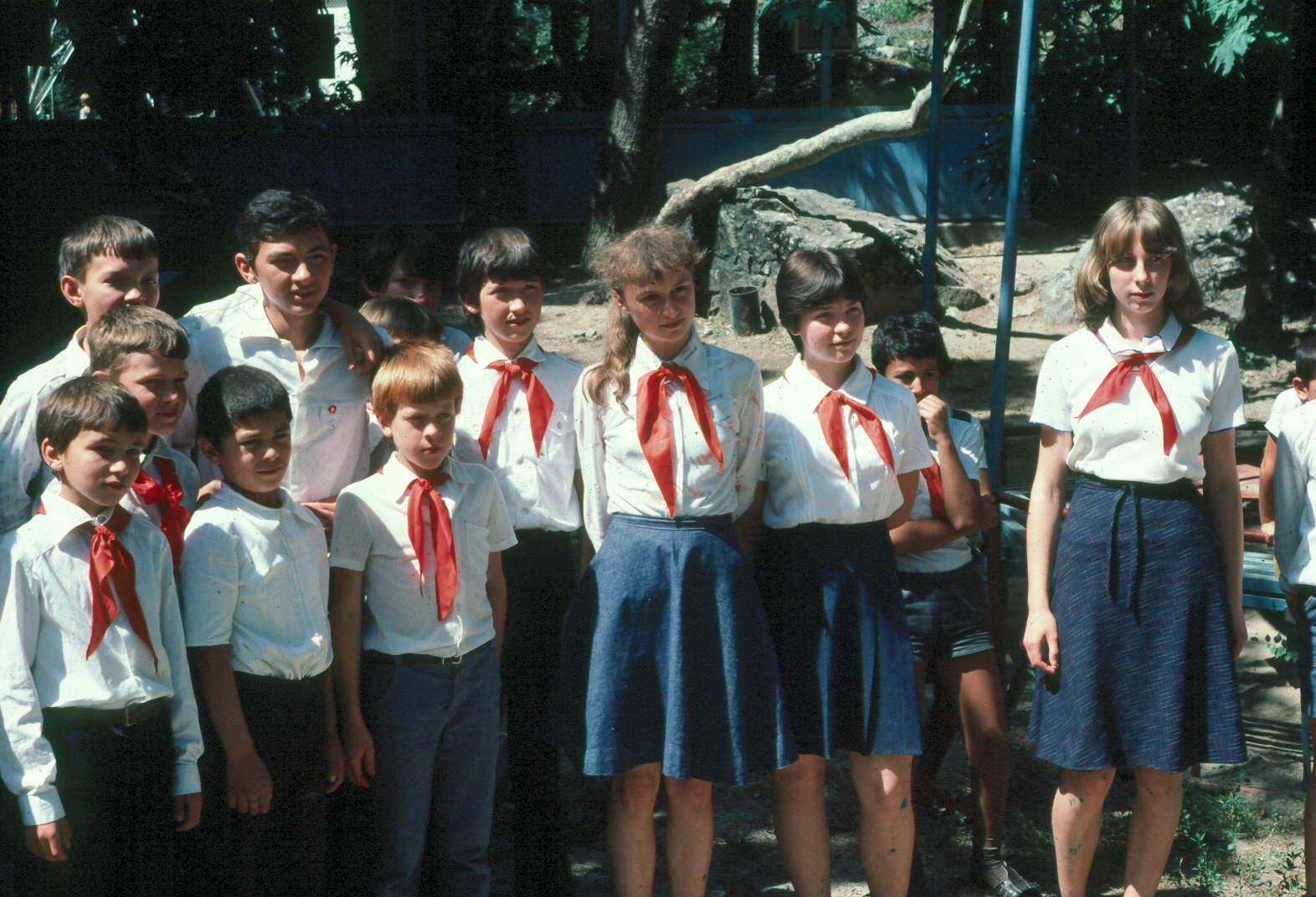
Radzieccy pionierzy z 1983 w stroju organizacyjnym

Wszechzwiązkowa Organizacja Pionierska imienia W.I. Lenina, powszechnie nazywana pionierami (ros. Всесоюзная пионерская организация имени В. И. Ленина) – radziecka, polityczna organizacja skupiająca dzieci w ZSRR.

## Charakterystyka
Założona 19 maja 1922 przez władze radzieckie jako przybudówka Komsomołu, celem wychowywania w ideach komunizmu dzieci oraz przygotowania przyszłych kadr dla Komsomołu i w dalszej perspektywie dla KPZR. Początkowo przynależność do niej była dobrowolna, stosowano też ostrą selekcję przy przyjmowaniu członków. Od lat 40. XX wieku przynależność do pionierów stała się praktycznie obowiązkowa dla wszystkich dzieci w wieku 9–14 lat. Dzieci młodsze należały do organizacji o nazwie Oktiabriata (Październiczęta). Po ukończeniu 14 lat młodzież przestawała należeć do pionierów i mogła wstąpić do Komsomołu lub pozostać niezrzeszona.
Pionierzy mieli strój organizacyjny, którego głównymi elementami była czerwona chusta noszona na szyi, odznaka pionierska i czerwony beret. Obowiązywały też białe koszule oraz granatowe spodnie lub spódnice. Każda drużyna pionierska miała swój sztandar. Na co dzień pionierzy nosili tylko chusty i znaczki.
Wychowanie pionierów bazowało na cotygodniowych spotkaniach drużyn, w czasie których odbywano szkolenia ideologiczne, odbywały się też szkolenia i mityngi nieperiodyczne związane z ważniejszymi wydarzeniami politycznymi. Prowadzono też prace społeczne, zwłaszcza w dni wolne od pracy (subotniki, woskriesienniki). Pionierzy powinni też byli prenumerować główną gazetę pionierskiego ruchu „Pionierską Prawdę”.
Niezależnie od tego, ruch pionierów przejął część zewnętrznych form skautingu, jak praca w drużynach, umundurowanie, obozy w terenie, nauka gier i zabaw zręcznościowych, akcje pomocy starszym ludziom. Szczególnie rozbudowana była sieć około 40 tys. Obozów Pionierów, gdzie dzieci aktywnie wypoczywały. Najsłynniejszym obozem pionierskim był obóz Artek na Krymie.
Organizację pionierską rozwiązano w 1991.